# Кросхоф, Герард
Геррит (Герард) Кросхоф (нидерл. Gerrit "Gerard" Krooshof; 29 марта 1906, Девентер — 18 июня 1966, Гаага) —  нидерландский футболист-универсал, игравший на позициях защитника, полузащитника и нападающего. Большую часть карьеры провёл в составе клуба УВВ из Утрехта, выступал также за «Виллем II», «Аякс», «Робюр эт Велоситас» и «Ситтард».

## Футбольная карьера
С 1922 года Кросхоф выступал за футбольный клуб УВВ из Утрехта, играл на позиции полузащитника и центрального защитника. В начале карьеры он играл в центре обороны с ветераном команды Томасом Рюмбринком, а затем перешёл в полузащиту, но после ухода Корнелиса Свартау вновь стал играть в центре защиты.
В конце мая 1927 года Герард ненадолго перебрался в клуб «Виллем II», в котором провёл несколько матчей, играя в защите с Брекелмансом. В августе Кросхоф должен был принять участие в товарищеской встрече со сборной Роттердама, но за день до игры состав команды поменяли. Ещё до начала сезона защитник вернулся обратно в УВВ. Сезон 1927/28 оказался провальным для его команды, УВВ в своей группе занял предпоследнее место, повторив результат сезона 1925/26.
В августе 1928 года футболист стал игроком амстердамского «Аякса». В первой игре сезона, состоявшейся 9 сентября, амстердамцы неожиданно уступили дома бывшей команде Кросхофа — УВВ, однако в той игре он участие не принимал. Во втором туре «Аякс» потерпел второе поражение в сезоне, уступив в Ден Хаге клубу ВУК. После третьего тура, когда «Аякс» сыграл вничью с ХФК, нидерландские газеты отмечали отсутствие в составе Кросхофа и Хэмела. Лишь в 6-м туре против АДО, 13 октября, защитнику наконец удалось дебютировать за свою новую команду. «Аякс» на выезде уступил с крупным счётом 3:0, причём первый гол в матче  в собственные ворота забил Кросхоф. Уже в следующем матче его место в обороне занял Хенк Андерисен.
Летом 1929 года Кросхоф вновь вернулся в УВВ из Утрехта; команде впервые за долгие годы предстояло выступать классом ниже, так как в сезоне 1928/29 клуб занял последнее место в группе. Спустя сезон Кросхоф покинул команду и перешёл в клуб «Робюр эт Велоситас» из Апелдорна, где отыграл четыре сезона на позиции нападающего, после чего в июле 1934 года стал игроком клуба «Ситтард». Завершил карьеру в 1936 году в составе УВВ.

## Личная жизнь
Герард родился в марте 1906 года в Девентере. Отец — Ян Хендрик Кросхоф, был родом из Девентера, мать — Вилхелмина Сюлзле, родилась в Роттердаме. Родители поженились в октябре 1901 года — на момент женитьбы отец был коммивояжёром. В их семье воспитывалась ещё дочь Янше, которая родилась в феврале 1903 года.
Был женат трижды. В первый раз женился в возрасте двадцати трёх лет — его супругой стала 26-летняя Мария Йоханна Хюбертина Ховер, уроженка Керкраде. Их брак был зарегистрирован 4 ноября 1929 года в Утрехте. В октябре 1931 года в Апелдорне родился сын по имени Питер Антониюс Вилхелм, но он умер в возрасте 17 дней. В апреле 1941 года супруги развелись.
Вскоре после развода женился в Ворбюрге на 36-летней Марии Катарине Глюхофф, уроженке Гааги, у которой была дочь Лида от предыдущих отношений. В сентябре 1941 года родился их первый сын Леонард (умер в 1957 году). В мае 1944 года появился второй мальчик, Отто, но спустя 10 недель он умер в больнице Утрехта. В июне 1945 года родилась дочь по имени Саския. Брак завершился разводом в августе 1949 года.
Его последней женой была австрийка Лизелотте Мария Штадельхофер, на которой он женился в августе 1954 года. С 1958 года проживал в Вене.
Умер 18 июня 1966 года в Гааге в возрасте 60 лет.

### Бизнес и проблемы с законом
В сентябре 1948 года стал руководителем завода в Австрии по производству синтетических моющих средств, не содержащих хлора. Его завод под названием GEKA располагался в Филлахе на Хайцхаусштрасе. Для продвижения продукции он сделал рекламные объявления в прессе и кинотеатрах. По его словам, его большая компания в Гааге занималась поставками стирального порошка в Австрию ещё до войны. В январе 1949 года был арестован в Цюрихе по запросу полиции Австрии, так как подозревался в хищении 120 тысяч австрийских шиллингов.
В ноябре 1960 года был арестован в Вене по подозрению в крупном хищении и мошенничестве на сумму в один миллион австрийских шиллингов. По данным полиции, Кросхоф, как доверенное лицо женщины, владеющей крупным молочным бизнесом с 18 магазинами и другими объектами недвижимости, собирал арендную плату с магазинов и требовал необоснованные платежи.